# Adolfo Barberis
Adolfo Barberis (1er juin 1884 - 24 septembre 1967), était un prêtre catholique italien, fondateur de l'Institut des Sœurs du Bon Secours. Il est reconnu vénérable par l'Église catholique.

## Biographie
Ordonné prêtre le 29 juin 1907, Adolfo Barberis est proche des frères Luigi et Jean-Marie Boccardo, qui sont ses directeurs spirituels. Il est en parallèle le secrétaire du cardinal Agostino Richelmy, archevêque de Turin, et l'accompagnera notamment aux conclaves de 1914 et de 1922.
En 1923, après la mort du cardinal Richelmy, il devient professeur au séminaire diocésain, curé de paroisse puis aumônier de l'hôpital militaire de Turin. Accordant une attention particulière aux femmes domestiques, il donna naissance à l'institut religieux des Soeurs du Bon Secours pour les former, les éduquer, et leur inculquer des valeurs morales et chrétiennes. La nouvelle congrégation se répandit en Italie et en Colombie.

## Béatification
Le 3 avril 2014, le pape François reconnaît l'héroïcité de ses vertus et le déclare vénérable.